# Bill Maggs
Bill Maggs (* 17. Oktober 1931 in Melbourne) ist ein ehemaliger australischer Radrennfahrer.

## Sportliche Laufbahn
Maggs war im Straßenradsport aktiv. 1963 bestritt er mit der Nationalmannschaft die Internationale Friedensfahrt und kam auf den 70. Rang der Gesamtwertung. 1963 war er am Start der Straßenradsport-Weltmeisterschaften in Italien. Er beendete das Einzelrennen nicht.